# Illiri
Gli Illiri furono un insieme di popoli di lingua indoeuropea stanziati nell'età del ferro nella penisola balcanica nord-occidentale (Illiria e Pannonia).

## Etnonimo

Regione della tribù originalmente indicata col termine Illyrioi (Ἰλλυριοί)

La prima menzione conosciuta degli Illiri avviene nel tardo VI secolo a.C. e l'inizio del V secolo a.C. in frammenti di Ecateo di Mileto, autore di Genealogie (Γενεαλογίαι) e di Periegèsi (Περιήγησις) ο Giro della Terra (Περίοδος γῆς) dove gli Illiri sono descritti come un popolo barbaro.
L'etnonimo nativo è stato ricostruito come *Hillurio- (antico *Hullurio-) da linguisti come Otto Gruppe e Heiner Eichner, traducibile in "serpente d'acqua" e derivante dal protoindoeuropeo *ud-lo ("dell'acqua, acquatico"). La radice è condivisa con il termine in greco antico  üllos (ϋλλος) col significato "pesce" o "piccolo serpente d'acqua".
Gli autori greci e romani estesero il nome a tutti i popoli dei Balcani occidentali, fra il medio corso del Danubio e il mare Adriatico, che avevano lingua e usanze affini a quelle degli Illiri propriamente detti.
Nella mitologia greca, Illyrius era il figlio di Cadmo e Armonia che governò la regione di Illiria e divenne l'antenato etnonimo di tutte le popolazioni illiriche.

## Storia

### Illiri e letteratura greca
Sulle origini o sulle sedi degli Illiri la tradizione letteraria greca offre le notizie più antiche, ma anche le più vaghe.
Il termine "Illyrioi" inizialmente designava un singolo popolo che viveva tra la regione del Lago di Scutari e i territori degli odierni stati di Montenegro e Albania.
Con il tempo l'uso del nome si estese fino a comprendere tutti quei popoli, quali gli Istri, gli Iapodi, i Dalmati, alcuni gruppi di Traci ed i Pannoni (queste ultime genti almeno parzialmente, se non completamente, furono celtizzate), che approssimativamente, seppure etnicamente e linguisticamente differenti tra loro, vivevano nella, o erano originari della, costa occidentale della penisola balcanica.
Sebbene fossero venuti presto a contatto con i Greci, che fondarono colonie ed empori sulla costa e nelle isole, come Epidamno (627 o 625 a.C.), Apollonia (intorno al 600 a.C.), Corcira Nera, Lisso (Alessio), Faro (corrispondente a Cittavecchia, nell'isola di Lesina), gli Illiri si mantennero secondo le fonti antiche barbari e feroci.
Gli Illiri intervennero direttamente nella storia della Grecia durante la Guerra del Peloponneso, nel corso della quale fornirono truppe mercenarie a Perdicca II di Macedonia, e attaccarono Epidauro. Successivamente assalirono anche la Macedonia ma a tutto ciò pose fine Filippo II di Macedonia che conquistò parte dei loro territori.
Gli Illiri inoltre esercitavano largamente la pirateria, specialmente dopo la costituzione, intorno alla metà del III secolo a.C., di un ampio Stato nella parte meridionale della regione (Illiride storica e parte della Dalmazia) sotto il re Agrone e la regina Teuta, sua moglie, che gli succedette nel 231-230 a.C.

### Illiri e Romani

Gli Illiri

Allorché gli Illiri, nel 230, assediarono e misero a sacco la città di Fenice in Epiro, uccidendo anche alcuni mercanti italici, il senato romano intervenne inviando due legati alla regina Teuta, che non solo non diede soddisfazione, ma ne fece uccidere uno. Fu questa la causa della prima guerra illirica (229-228 a.C.) conclusasi con la sconfitta della regina ad opera del console Lucio Postumio Albino. Teuta fu obbligata a non uscire con più di due navi a sud di Lisso e a cedere a Demetrio di Faro, che aveva aiutato i Romani, gran parte dei suoi domini (Epidamno, Apollonia, Orico, Corcira, ecc.).
La seconda guerra illirica (219 a.C.), combattuta contro Demetrio di Faro, staccatosi dai Romani e alleatosi con il loro nemico Antigono Dosone di Macedonia, fu pure vinta da Roma che, ormai impegnata nella seconda guerra punica, si contentò di lasciare il territorio conquistato a dinastie amiche.
Gli Illiri, rimasti alleati con Roma durante la seconda guerra macedonica, se ne staccarono durante la terza, quando il re Genzio si alleò con Perseo di Macedonia; dopo la battaglia di Pidna (168 a.C.) il loro territorio fu smembrato in tre parti indipendenti, ma sotto il controllo romano, esercitato dapprima dai consoli e poi, a partire, pare, dall'età di Silla, dal governatore di una delle due province limitrofe della Macedonia e della Gallia Cisalpina.
Spedizioni contro Dalmati ribelli interferirono, dannosamente per Roma, con le guerre civili; tra queste quella di Asinio Pollione (39 a.C.) e, soprattutto, quella di Ottaviano (35-33 a.C.), alla quale seguì l'organizzazione del territorio in provincia.

## Economia
Dai ritrovamenti archeologici si deduce che le principali coltivazioni agricole fossero frumento, avena, miglio, legumi (piselli, fagioli e lenticchie), vite (nonostante le testimonianze contrarie degli scrittori antichi). In epoca romana vite e olivo si diffusero nel territorio, tanto che i vini dell'Istria divennero famosi; altre bevande diffuse erano l'idromele e il sabaium, una birra d'orzo.
I capi d'allevamento più diffuso erano gli ovini e i caprini, mentre i suini erano presenti nelle zone più interne; a giudicare dai resti presenti nei detriti degli antichi insediamenti, sembra che la caccia non contribuisse in modo particolare alla dieta degli Illiri.
Tra le attività "industriali" vi erano l'estrazione del sale (soprattutto nelle zone costiere), la metallurgia del bronzo e in ferro, la lavorazione del vetro (presso i Giapidi), l'estrazione dell'argento (in Bosnia orientale) e quella dell'oro (in Bosnia centrale).
Il commercio era poco sviluppato (anche a causa della pirateria), costituito per lo più da esportazione di cereali, pelli e schiavi e importazione di manufatti dalla Grecia e dall'Italia. Era attivo anche il traffico di ambra che dal Mar Baltico percorreva la valle della Vistola, attraversava i Carpazi e giungeva sulle coste adriatiche.

## Lingua
La lingua degli Illiri è scarsamente attestata, nota essenzialmente grazie a poche glosse e a testimonianze onomastiche (per lo più toponimi e antroponimi), sufficienti a confermare la sua appartenenza alla famiglia indoeuropea ma non a definirne più in dettaglio i caratteri, se non in via induttiva e ipotetica. Sono state avanzate diverse proposte riguardo possibili ripartizioni dialettali all'interno della lingua, che si estinse verso la metà del I millennio d.C., ma nessuna ha ancora superato lo stadio di ipotesi. Allo stesso modo, la tesi della discendenza della moderna lingua albanese dall'illirico è incerta; l'esiguità delle testimonianze sicuramente illiriche non consentono, allo stato della ricerca, di comprovare tale ipotesi.